# Ервуел
Ервуел (фр. Airvault) је насељено место у Француској у региону Поату-Шарант, у департману Де Севр.
По подацима из 2011. године у општини је живело 3064 становника, а густина насељености је износила 62,18 становника/km².

## Демографија
| 1962. | 1968. | 1975. | 1982. | 1990. | 2011. |
| ----- | ----- | ----- | ----- | ----- | ----- |
| 3.027 | 3.103 | 3.302 | 3.319 | 3.234 | 3.064 |